# Aage Jonsen
Aage Jonsen (død 2. april 1317) var 1294-95 drost hos Erik Menved og hørte til kongens vigtigste rådgivere under striden med ærkebiskop Jens Grand, der også satte ham i band. Da Jens Grand sad som fange på Søborg, var det også Aage Jonsen, der forelagde ham kongens forligstilbud. Også senere, i 1299 og 1303, var Aage Jonsen blandt kongens forhandlere overfor ærkebispen.